# Приятели (сезон 10)
Десети сезон на щатския ситком „Приятели“, създаден от Дейвид Крейн и Марта Кауфман, премиерата се състои по NBC на 25 септември 2003 г. „Приятели“ е продуциран от Bright/Kauffman/Crane Productions съвместно с Warner Bros. Television. Сезонът съдържа 24 епизода (с последните две направени части в един дълъг епизод) и завършва излъчването на 6 май 2004 г.

## Отзиви
Collider класира сезона на 4-то място в класацията си за десетте сезона на „Приятели“ и посочва The Last One като акцент. Финалният епизод е гледан от над 52,46 милиона души и е четвъртият най-гледан епизод в телевизионната история.

## Актьорски състав

### Главен състав
| Изпълнител       | Роля           |
| ---------------- | -------------- |
| Дженифър Анистън | Рейчъл Грийн   |
| Кортни Кокс      | Моника Гелър   |
| Лиса Кудроу      | Фийби Бюфе     |
| Мат Лебланк      | Джоуи Трибиани |
| Матю Пери        | Чандлър Бинг   |
| Дейвид Шуимър    | Рос Гелър      |

### Поддържащ състав
| Изпълнител           | Роля         |
| -------------------- | ------------ |
| Пол Ръд              | Майк Ханиган |
| Айша Тайлър          | Чарли Уилър  |
| Ана Фарис            | Ерика        |
| Джеймс Майкъл Тейлър | Гънтър       |

### Гост звезди
| Изпълнител        | Роля                   |
| ----------------- | ---------------------- |
| Ан Дудек          | Прешъс                 |
| Маги Уелър        | Джанис Литман-Горалник |
| Елиът Гулд        | Джак Гелър             |
| Кристина Пикълс   | Джуди Гелър            |
| Джовани Рибизи    | Франк Бюфе младши      |
| Кристина Апългейт | Ейми Грийн             |
| Грег Киниър       | Бенджамин Хобарт       |
| Роб Лийбман       | Ленърд Грийн           |
| Елън Помпео       | Миси Голдбърг          |
| Дони Озмънд       | Себе си                |
| Дани ДеВито       | Стриптизьорът          |
| Дакота Фанинг     | Макензи                |
| Джейн Линч        | Елън                   |
| Дженифър Кулидж   | Аманда Буфамонтеци     |
| Марта Питило      | Лаура                  |

## Епизоди
| Номер                                                   | Заглавие                               | Режисура           | Сценарий                                                    | Първо излъчване в САЩ | Гледаемост в САЩ (милиони) |
| ------------------------------------------------------- | -------------------------------------- | ------------------ | ----------------------------------------------------------- | --------------------- | -------------------------- |
| 219 (10 – 01)                                           | The One After Joey and Rachel Kiss     | Кевин С. Брайт     | Андрю Райх Тед Коен                                         | 25 септември 2003 г.  | 24.54                      |
| Забележка: Оригинално е излъчен като 48-минутен епизод. |                                        |                    |                                                             |                       |                            |
| 220 (10 – 02)                                           | The One Where Ross Is Fine             | Бен Уайс           | Шели Билсинг-Греъм Елън Плъмър                              | 2 октомври 2003 г.    | 22.37                      |
| 221 (10 – 03)                                           | The One with Ross's Tan                | Гари Халвърсън     | Браян Бъкнър                                                | 9 октомври 2003 г.    | 21.87                      |
| 222 (10 – 04)                                           | The One with the Cake                  | Гари Халвърсън     | Робърт Карлок                                               | 23 октомври 2003 г.   | 18.76                      |
| 223 (10 – 05)                                           | The One Where Rachel's Sister Babysits | Роджър Кристиансен | Дейн Клейн Боркоу                                           | 30 октомври 2003 г.   | 19.37                      |
| Забележка: Оригинално е излъчен като 43-минутен епизод. |                                        |                    |                                                             |                       |                            |
| 224 (10 – 06)                                           | The One with Ross's Grant              | Бен Уайс           | Себастиан Джоунс                                            | 6 ноември 2003 г.     | 20.37                      |
| 225 (10 – 07)                                           | The One with the Home Study            | Кевин С. Брайт     | Марк Кунерт                                                 | 13 ноември 2003 г.    | 20.21                      |
| 226 (10 – 08)                                           | The One with the Late Thanksgiving     | Гари Халвърсън     | Шейна Голдбърг-Мийхан                                       | 20 ноември 2003 г.    | 20.66                      |
| 227 (10 – 09)                                           | The One with the Birth Mother          | Дейвид Шуимър      | Скот Силвъри                                                | 8 януари 2004 г.      | 25.48                      |
| 228 (10 – 10)                                           | The One Where Chandler Gets Caught     | Гари Халвърсън     | Доти Ейбрамс                                                | 15 януари 2004 г.     | 26.68                      |
| 229 (10 – 11)                                           | The One Where the Stripper Cries       | Кевин С. Брайт     | Дейвид Крейн Марта Кауфман                                  | 5 февруари 2004 г.    | 24.91                      |
| 230 (10 – 12)                                           | The One with Phoebe's Wedding          | Кевин С. Брайт     | Робърт Карлок Дейна Кейн Боркоу                             | 12 февруари 2004 г.   | 25.90                      |
| 231 (10 – 13)                                           | The One Where Joey Speaks French       | Гари Халвърсън     | Шели Билсинг-Греъм Елън Плъмър                              | 19 февруари 2004 г.   | 24.27                      |
| 232 (10 – 14)                                           | The One with Princess Consuela         | Гари Халвърсън     | История: Робърт Карлок Телеигра: Трейси Рейли               | 26 февруари 2004 г.   | 22.82                      |
| 233 (10 – 15)                                           | The One Where Estelle Dies             | Гари Халвърсън     | История: Марк Курнет Телеигра: Дейвид Крейн и Марта Кауфман | 22 април 2004 г.      | 22.64                      |
| 234 (10 – 16)                                           | The One with Rachel's Going Away Party | Гари Халвърсън     | Андрю Райх Тед Коен                                         | 29 април 2004 г.      | 24.51                      |
| 235 (10 – 17)                                           | The Last One                           | Кевин С. Брайт     | Марта Кауфман Дейвид Крейн                                  | 6 май 2004 г.         | 52.46                      |
| 236 (10 – 18)                                           | The Last One                           | Кевин С. Брайт     | Марта Кауфман Дейвид Крейн                                  | 6 май 2004 г.         | 52.46                      |

### Специален епизод
| Номер                    | Заглавие                          | Излъчване     | Гледаемост в САЩ (милиони) |
| ------------------------ | --------------------------------- | ------------- | -------------------------- |
| S02S03                   | „The One with All the Other Ones“ | 6 май 2004 г. | 2.50                       |
| Ретроспекция за сериала. |                                   |               |                            |